# Eric Charel
Eric Charell właśc. Erich Karl Löwenberg (ur. 8 kwietnia 1894, zm. 15 lipca 1974) – niemiecki reżyser, aktor, scenarzysta pochodzenia żydowskiego.
24 lutego 1933 r. zawarł umowę z niemiecką wytwórnią filmową na nakręcenie filmu pt. Powrót Odyseusza. Otrzymał na ten cel zaliczkę w wysokości 26 tys. marek. Umowa zawierała klauzulę, według której wytwórnia mogła odstąpić od umowy, gdy Charell na skutek choroby, śmierci lub z „innego podobnego powodu” nie będzie mógł kontynuować pracy reżyserskiej.
Najprawdopodobniej przez jego pochodzenie, 5 kwietnia 1933 r. wytwórnia odstąpiła od umowy, żądając jednocześnie zwrotu zaliczki. Charell odmówił, a wytwórnia wystąpiła do sądu o zasądzenie żądanej kwoty. Sąd w Berlinie uznał roszczenie wytwórni filmowej, gdyż w kwietniu można było przewidzieć, że Charell utraci prawo do wykonywania zawodu reżysera (przez tzw. ustawy norymberskie). Charell jednak za pośrednictwem swej agencji złożył rewizję do Trybunału Rzeszy wnosząc, że wytwórnia nie miała podstaw do rozwiązania umowy, gdyż mogła to uczynić tylko w razie jego choroby lub śmierci. Zakwestionował powołanie się na jego żydowskie pochodzenie, jako podstawę odstąpienia od umowy, gdyż wytwórnia już 30 stycznia 1933, czyli w dniu dojścia Hitlera do władzy, mogła przewidzieć, że Żydom zostaną odebrane prawa cywilne i publiczne.
Sąd Rzeszy w wyroku wydanym w 1936 r. przyznał jednak rację wytwórni filmowej, dokonując wykładni prawa, w której porównał żydowskie pochodzenie reżysera z jego śmiercią. Trybunał Rzeszy wyszedł z założenia, że zalegalizowane ustawą, i zgodne z nazistowskim światopoglądem, pozbawienie praw Żydów oznaczało całkowitą utratę przez niego zdolności prawnej, przez co faktycznie odpowiadało śmierci fizycznej. Eric Charell w wieku 41 lat wyjechał do USA. Charell powrócił do Niemiec w 1945 i dokończył zamówiony wcześniej film.